# Дженні-Лінд (острів)
Дженні-Лінд (англ. Jenny Lind Island) — острів Канадського Арктичного архіпелагу. Названий на честь знаменитої оперної співачки, «шведського солов'я» Єнні Лінд. Станом на 2012 рік — безлюдний.

## Географія
Площа острова становить 420 км². Довжина берегової лінії — 113 км. Довжина острова — 27 км, найбільша ширина — 16 км.
Розташований у водах затоки Квін-Мод біля південного входу в протоку Вікторія, за 15 км на південний схід (через протоку Айсбрейкер) від південно-східного краю великого острова Вікторія. На північний схід розташовані острови Роял-Джеографікал-Сосайєті, а на схід і південний схід — острови Брайд (Bryde Island), Бордж (Borge Island) та Амундсен.
Краєвид острова плоский, середня висота менше 30 м над рівнем моря. Рівниною розкидані численні маленькі водойми та озера, значну територію займають болота. У південній частині острова, навпроти однойменної бухти, лежить піщана рівнина.

## Фауна
Острів є важливим для перелітних водоплавних птахів, особливо для канадських казарок, білих гусей та гусей Росса. Зі ссавців на острові зустрічаються вівцебики.
За класифікацією Всесвітнього фонду дикої природи острів Дженні-Лінд входить до північноамериканського екорегіону полярної тундри (Middle Arctic tundra).

## Історія

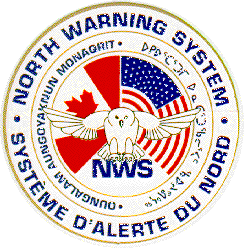

На острові розміщена автоматична радіолокаційна станція CAM-1, що входить до Північної системи попередження (North Warning System), попередницю якої в роки холодної війни називали лінією «Дью».